# 村井智建
村井 智建（むらい ともたけ、1981年12月11日 - ）は、YouTuber。別名マックスむらい。
AppBank株式会社創業者。AppBank 事業促進部兼動画事業部部長。
2025年3月31日株式会社AppBankを退社。 
2025年4月1日 - マール株式会社 を設立、社長に就任。

## 来歴
2000年
石川県立七尾高等学校を卒業後、4月に防衛大学校に入校したが、3ヶ月後の7月に退校。退校から2日後に、株式会社ガイアックスに入社。
2006年
2月にガイアックス社内ベンチャー株式会社GT-Agencyを設立。2022年ガイアックスよりAppBank株式会社へ譲渡。AppBank株式会社に吸収合併。
2008年
10月に宮下泰明と共同でウェブサイトAppBankを立ち上げる。
2010年
福岡ドームの始球式にて投球。
テレビ番組『お願い!ランキング』では、「iPhoneやiPadで使える最新アプリケーションが知りたい!」のコーナーに出演し、木村拓哉らと共演。
『最先端IT情報SHOW 革命×テレビ』ではアップリドプリのコーナーで毎週出演し、雨上がり決死隊、小林麻耶らと共演していた。
2012年
ガイアックス社内ベンチャーAppBank株式会社を法人化（代表取締役CEOを2015年3月まで務めた）。
2013年
10月からYouTubeで動画投稿、ニコニコチャンネルで「マックスむらいチャンネル」を始めた。
2014年
初めての著書となる自伝本『マックスむらい、村井智建を語る。』を発売し、シングル「限界突破」でMASTERSIX FOUNDATIONからメジャー・デビュー。
2015年
いしかわ観光特使に就任。AppBank株式会社、上場（2015年10月15日、野村証券）。
2020年
1月22日の取締役会で、AppBank株式会社の代表取締役CEOに再び就任した。
2022年
2月、『東洋経済ONLINE』によって、YouTubeチャンネルの登録者数が144万人に対しほとんどの動画の再生数が1万-2万回程度、動画によって数千回と低迷している現状を報道された。
2024年
3月29日開催のAppbank定時株主総会終結の時をもって代表取締役社長CEO並びに取締役を退任。同時に改めてAppBankに入社し、従業員として事業推進を担当。
2025年
3月31日付でAppbank株式会社を退社し、マール株式会社を設立。同社の代表取締役となる。

## 人物
石川県立七尾高等学校卒業。防衛大学校に入校　3ヶ月で退校。2000年ガイアックス入社。営業を経て、上場後には執行役員まで務めた。2006年にGT-Agencyを設立。同社代表取締役社長の後、同社が運営するアプリ「ポケットベガス」の総合プロデューサーを務めた。サイトAppBankを共同で立ち上げ、その取締役メディア事業部長を務める。
「entrypostman」を名乗りAppBankにライターとして投稿を行う。その後、YouTubeチャンネル開設後、マックスむらいと名乗っている。
ガイアックス執行役員、ドリームワークス理事、AppBank代表取締役CEO、AppBankGames株式会社取締役。
株式会社AppBankstore　株式会社　apprime   株式会社　スタジオむらい　テーマ株式会社　GT-Agency などで要職を歴任。
首を怪我したことが理由でアンチにコメントを大量に返信していた時期がある。

## ディスコグラフィ

### シングル
|   | リリース日     | タイトル | 最高 週間 順位 | 販売 形態 | 商品コード            | 形態・備考        |
| - | -------------- | -------- | -------------- | --------- | --------------------- | ----------------- |
| 1 | 2014年12月24日 | 限界突破 | 40位           | CD+DVD CD | SRCL-8685/6 SRCL-8687 | 初回限定盤 通常盤 |

## 著書
- 『マックスむらい、村井智建を語る。』2014年（構成・文 倉西誠一）ISBN 978-4-04-869078-2

## 出演

### テレビ番組
- お願い!ランキング（テレビ朝日、2010年）
- 最先端IT情報SHOW 革命×テレビ（TBS、2010年）
- 人志松本の○○な話（フジテレビ、2011年）
- ブラマヨとゆかいな仲間たち アツアツっ! （テレビ朝日、2014年）
- 課外授業ようこそ先輩（NHK、2015年）
- テストの花道（NHK Eテレ、2018年）
- 沼にハマってきいてみた（NHK Eテレ、2019年11月18日）
- グッとラック（TBS、2021年2月23日）

### ウェブテレビ
- GACKTプロデュース!POKER×POKER（2018年5月♯3 - 4、AbemaTV）

### テレビCM
- YouTube（2014年10月）